# مانفرد وورنر
مانفرد وورنر (انگلیسی: Manfred Wörner; زاده ۲۴ سپتامبر ۱۹۳۴ – درگذشته ۱۳ اوت ۱۹۹۴) سیاست‌مدار اهل آلمان بود. او از ۴ اکتبر ۱۹۸۲ تا ۱۸ مه ۱۹۸۸ وزیر دفاع آلمان و از ۱ ژوئیه ۱۹۸۸ تا ۱۳ اوت ۱۹۹۴ دبیرکل ناتو بود.
مانفرد وورنر در ۱۳ اوت ۱۹۹۴، در سن ۵۹ سالگی بر اثر سرطان روده بزرگ درگذشت.